# Ланцада
Ланца́да (итал. Lanzada) — коммуна в Италии, в провинции Сондрио области Ломбардия.
Население составляет 1440 человек (2008 г.), плотность населения составляет 12 чел./км². Занимает площадь 116 км². Почтовый индекс — 23020. Телефонный код — 0342.
Покровителем коммуны почитается святой Иоанн Креститель, празднование 24 июня.

## Демография
Динамика населения:

## Администрация коммуны
- Официальный сайт: https://web.archive.org/web/20060509125848/http://www.comune.lanzada.so.it/